# 석기 시대
| 인류 역사의 구분  |             |           |           |
| 홀 로 세          | 역사 시대   | 역사 시대 | 역사 시대 |
| 홀 로 세          | 철기 시대   |           |           |
| 홀 로 세          | 청동기 시대 |           |           |
| 홀 로 세          | 동기 시대   |           |           |
| 홀 로 세          | 신석기 시대 |           |           |
| 홀 로 세          | 중석기 시대 |           |           |
| 플 라 이 스 토 세 | 후기 구석기 |           |           |
| 플 라 이 스 토 세 | 중기 구석기 |           |           |
| 플 라 이 스 토 세 | 전기 구석기 |           |           |
| 플 라 이 스 토 세 | 구석기 시대 |           |           |
| 플 라 이 스 토 세 | 석기 시대   |           |           |

석기 시대(石器時代, 영어: Stone Age)는 인류 역사를 추적하는 데 고고학 및 역사학에서 쓰이는 낱말로서 인류, 정확히는 인류의 조상인 원인이 돌로 만든 도구를 쓰기 시작한 시대를 일컫는다.
석기는 다양한 종류의 돌로 만든다. 부싯돌과 규질암은 자르는 도구나 무기로 만들어졌고, 현무암이나 사암은 맷돌과 같이 가는 도구로 만들어졌다. 나무, 뼈, 조개껍질, 사슴의 뿔, 그리고 다른 재료들도 필요에 따라 만들어 쓴 것으로 보인다. 이 시기의 말기에는 진흙과 같은 점토도 도기를 만들기 위해 사용되었다. 일련의 기술적 진보가 이후, 동기 시대(Chalcolithic), 청동기 시대, 철기 시대처럼 특징화 된다.
최초의 석기는 에티오피아의 고나에서 발견된 270만년에서 258만년 정도된 것이며, 그 이후로 넓게 확산되었다. 이것은 농경, 동물의 가축화, 그리고 금속을 생산하기 위해 구리 광물을 녹이는 기술이 개발된 이후 끝이 나게 된다. 이 시기는 인류가 아직 문자를 만들지 못했기 때문에 선사 시대라고 표현을 한다.
석기 시대라는 용어는 석기가 다른 재료로 만든 것보다 우세한 시기인 야금술 이전의 오랜 기간을 표현하기 위해 고고학자들에 의해 사용되었다.
때문에 도구를 만들어 쓰는 동물, 즉 호모 하빌리스로서 인간은 기원전 약 2백만 년을 전후로 여러 대륙에서 출현한 것으로 여겨지며 기원전 약 9000-8000년에 석기시대는 끝을 맺은 것으로 고고학계에서는 추측하고 있다.

## 고고학에서 석기 시대

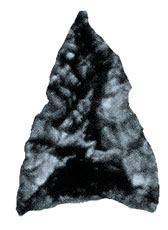
흑요석 화살촉

석기 시대의 시대 범위는 논의가 되는 지역에 따라 모호하며, 이견이 많고, 다양하다. 전체 인류의 석기 시대를 말하는 것은 가능하지만, 어떤 그룹은 금속 제련 기술을 개발하지도 못해 기술적으로 발달된 문화를 접할 때까지 여전히 석기 시대로 남아 있었다. 그러나 석기 시대는 250만년 전에 최초의 고대 인류가 아프리카에서 도구를 만들며 시작되었으며, 오스트랄로피테쿠스 가르히일 가능성이 높다.
아직까지 남아 있는 석기는 이 시기에 고고학적 조사의 주요하면서, 특별한 형태의 유물이다. 이것은 관련 기술이나 표식, 기능을 결정하는 석기 조사와 관련되어 있다. 원재료에서 돌을 깎아 석기를 어떻게 만들었는지를 검사하는 분석과도 관련되어 있고, 실제로 복제품을 만들어 봄으로써 경험적인 고고학을 통해 검사되기도 한다.

## 석기시대의 구분
세 시대 체계는 인간의 선사시대를 기술적인 분류에 따라 다음과 같이 세가지로 구분한다.
- 석기 시대
- 청동기 시대
- 철기 시대

새로운 고고학적 발견으로 새로운 시대와 세부 시대가 추가되어 서로 다른 지역의 상태를 설명하기 위해서 다른 도해가 개발되었다. 석기 시대의 보다 현대적인 시대구분은 구석기 시대에서 신석기 시대를 다음과 같이 분류를 한다.
- 플라이스토세 기(홍적세 또는 갱신세) - 두터운 빙하기
  - 구석기 시대 (Paleolithic)
- 홀로세 기(충적세 또는 현세) - 현대적인 날씨
  - 중석기 시대 (Mesolithic) 또는 준석기 시대(Epipaleolithic age)
  - 신석기 시대 (Neolithic age)
  - 동기 시대 (Copper Age)
  - 청동기 시대 (Bronze Age)
  - 철기 시대 (Iron Age)
- 역사 시대 - (문자가 기록된 시기)

### 구석기 시대
석기시대(Paleolithic)는 "old"를 뜻하는 그리스어의 παλαιός, palaios와 "stone"을 뜻하는 λίθος, lithos의 합성어로 "고대 석기 시대"라는 의미로 1865년 고고학자 존 러벅이 만든 용어이다. 이 시기는 석기를 도구로 구분된 선사 시대이다. 지상 위의 인류가 99% 이상 이것을 사용하며, 250만년에서 260만년 전까지 거슬러 올라간다. 호모 하빌리스와 같은 고대 인류가 이러한 석기를 사용하며, 농경이 소개되고, 플라이스토세 말기인 기원전 10000년경에 끝난다. 플라이스토세 기는 중석기 시대나 초기 신석기화 또는 준석기 시대에 끝을 맺는다.
플라이스토세 시기에는 인류가 씨족과 같은 작은 단위의 사회로 군락을 이루어 채집과 수렵으로 경계를 이어간다. 팔파이스토세는 뗀석기로 특징이 지어지며, 당시의 사람들은 나무나 골각기 등도 사용을 하였다. 뿐만 아니라 가죽이나 식물의 섬유 등으로 도구를 만들기도 하였지만, 그들의 특성상 커다란 발전을 보지는 못했다. 인류는 호모 하빌리스와 같은 초기의 인류에서 점차 진화를 하였다. 구석기 시대를 거치면서 인류는 호모 사피엔스와 같이 행동적으로 해부학적으로 현대의 인류와 유사한 고대 인류가 간단한 석기 도구를 사용하였다.
DNA와 화석의 증거는 현대 인류가 동아프리카에서 20만년 전에 기원하였음을 나타내고 있다. 플라이스토세 말기에는 특히 중기 또는 후기 구석기 인류가 초기 단계의 예술작품을 만들거나 매장풍습이나 종교의식과 같은 종교나 주술적인 행위를 시작하였다. 플라이스토세의 날씨는 주기적으로 따듯함과 매서운 날씨가 요동치는 날씨인 빙하기와 간빙기의 날씨였다.

## 전기 구석기
구석기 시대(Paleolithic)는 지역에 따라 다르지만, 200만년 전에서 10만년 전의 시기로 추측되고 있다. 유럽, 중근동, 중앙 아시아에서는 호모 하빌리스나 호모 에렉투스가 살고 있었다. 아시아에서는 호모 에렉투스의 일종인 베이징 원인, 란톈 원인, 자바 원인이 잘 알려져 있다.

### 중기 구석기
중기 구석기 시대는 지역에 따라 다르지만, 10만년 전에서 3.5만년 전의 기간이다. 유럽, 중근동, 중앙아시아에서는 97.5만년 전에서 약 3.5 만년 전까지는 네안데르탈인이 지배적이었다. 200만년 전에 시작하는 갱신세는 빙하시대라고도 불리며, 인류가 거주하기 가혹한 기후였다. 채집 수렵 생활을 하는 이 시기의 사람들의 생계원이 되는 동물군과 식물군이 충분히 자라지 못했기 때문에, 인류의 생존에 많은 도전을 받은 시기였다.

#### 후기 구석기
후기 구석기 시대는 지역에 따라 차이가 있지만, 약 3.5만년 전에서 1.2 만년 전의 시기로 추측된다. 서유럽에서는 《발전한 구석기 시대》라고도 부르고 있다.

### 중석기/아석기 시대
기원전 1만년~기원전 8000년 또는 6000년경의 기간으로, 빙하가 후퇴하여 기후가 온난하게 되었기 때문에 식물이 잘 자라고, 동물도 증가하여 인류가 채집과 수렵으로 먹을 것을 획득하는 것이 쉬워졌다. 중석기 시대는 구석기 시대와 신석기 시대의 사이의 인류 기술의 진화 기간을 가리킨다. 플라이스토세 말기(약 10,000년 전)에 시작되어, 농경의 시작(지역마다 시기가 다름)으로 끝이 난다. 지중해 연안의 시리아, 이집트, 소아시아 등의 근동에서는 플라이스토세 말기에 이미 농업이 시작되었기 때문에 중석기 시대가 짧거나 없는 경우도 있다.

## 신석기 시대
지역에 따라 차이가 있지만, 동양에서는 기원전 8000년경, 중앙아메리카나 메소포타미아에서는 기원전 6000년경에 시작되었다. 지질학적으로 보면 인류가 지금의 동물과 공존하는 홀로세에 속하며, 간석기를 주된 도구로 하고 있었던 시대이기도 하다. 이때가 되어 토기의 사용, 농경이나 가축의 사육이 시작되어, 자급자족의 생활로 변해 《신석기 혁명》이라고 부르기도 한다. 그러나 시작의 시기가 다르듯이, 생활 양식은 지역마다 상당히 차이가 났다.

## 의식주

### 음식
석기 시대 수렵 채집을 하는 인간이 살고 있는 주변의 음식 문화는 동물과 식물을 포함한다. 이러한 인간들은 동물의 간이나 쓸개, 뇌와 같은 고기 부위를 좋아했다. 이들은 낙농 제품이나 콩이나 곡물류와 같은 탄수화물이 풍부한 먹거리를 소비했다. 석기 시대 사람들은 사냥한 동물들 뿐만이 아니라 나무 잎이나 뿌리를 먹기도 했다. 대두는 신석기 시대 농경 혁명이 일어나기 오래전부터 인간 식생활의 일부였으며, 이스라엘의 케브라 동굴의 무스테리안 층에서 발견된 고고학적 유물로서 증명되었다. 게다가 최근은 증거에서 야생 곡물류를 소비한 연대가 구석기 전기인 2만 3천년 전 이상으로 거슬러 올라간다.

### 의류
석기시대의 의류는 수렵활동에 의해 채집된 동물의 가죽이나 아무렇게나 걸칠 수 있는 덩쿨과 같은 나뭇잎 등을 사용하였다.

### 주거
200만년경에 호모 하빌리스는 동아프리카에서 인류 최초의 구조물을 건축했으며, 나뭇가지를 지탱하여 돌을 세웠다. 비슷한 원형 석기 건축물이 50만년 전에 프랑스 니스 부근의 테라 암타에서 발견되었다. 여러 명이 사는 주거지는 석기 시대까지 거슬러 올라가며, 전 세계 곳곳에서 발견되었다.
- 프랑스 니스의 라자레 동굴 근처의 동굴에 텐트와 같은 구조물
- 체코의 돌니 베스토니체에 있는 목제로 지붕을 받친 구조물은 기원전 23000년경까지 거슬러 올라간다. 벽은 점토 벽돌과 석재로 만들어졌다.
- 매머드의 뼈로 만든 오두막이 동유럽과 시베리아에서 발견되었다. 이것을 만든 사람들은 매머드 사냥꾼으로 보이며, 우크라이나의 드네프르강 골짜기를 따라 발견되었으며, 체코의 모라비아와 폴란드 남부에서도 발견되었다.
- 기원전 15000년에서 1만년경의 동물 가죽 텐트가 프랑스 막달레니안에서 발견되었다.
- 거석묘, 여러 개의 방이 있는 묘, 그리고 고인돌 등 거대한 돌을 사용한 무덤이 발견되었다. 이것은 유럽과 아시아 등 신석기 시대에 널리 제작된 것이었다. 어떤 무덤에서는 이 시대와 맞지 않는 동기, 청동기 등이 발견되어, 이 시대를 기술에 의한 분류를 어렵게 하고 있다. 한반도가 대표적인 지역으로 이 지역에서는 신석기 시대를 금속의 제련 기술에 의한 시대 구분이 아니라 도기 제작 기술을 기준으로 빗살무늬토기 시대로 정의하고 있다.

## 동물
꼬리감는원숭이들은 돌멩이를 내리쳐 날카롭게 만드는 방식으로 도구를 만들어내며, 기원전 1,000 여 년에 석기시대에 진입했다고 알려졌다.

## 같이 보기
- 선사 시대
- 세 시대 체계
- 인류의 진화